# Stemma codicum della Metafisica di Aristotele
Lo stemma codicum della Metafisica di Aristotele è una rappresentazione visiva con la forma di un albero genealogico, che è quello standard in stemmatica. Ha lo scopo di mostrare le relazioni dei manoscritti superstiti del testo greco, con particolare riferimento a quelli di cui tenere conto per un'edizione critica, quindi è fondamentale, sia pure indirettamente, anche per le traduzioni nelle lingue moderne, per i commenti, e per qualsiasi altro tipo di riferimento al testo della Metafisica . È in parte congetturale per sua stessa natura ed è oggetto di un acceso dibattito, soprattutto in questi ultimi anni del nuovo millennio.

## Panoramica
La principale domanda controversa a cui lo stemma dovrebbe rispondere è il ruolo del cosiddetto gruppo beta di manoscritti della Metafisica, descritto nel XX secolo come un ramo separato. Particolare attenzione è rivolta al manoscritto Ab (Laur. 87.12), in contrapposizione al gruppo di manoscritti detto alfa (che costituisce la parte principale dell'albero) e soprattutto ai suoi rappresentanti più antichi, ovvero J (Wien Phil. gr. 100) ed E (Parigi. gr. 1853). La prima bozza parziale di uno stemma, comprendente Ab, E, J, è stata prodotta da Alfred Gercke nel 1892. Su questa base, gli editori del XX secolo, William David Ross (1924) e Werner Jaeger (1957), hanno preso in considerazione ecletticamente Ab da un lato e J ed E dall'altro.
Diverse versioni dello stemma codicum della Metafisica sono state proposte da Bernardinello nel 1970, e con particolare autorità da Dieter Harlfinger nel 1979.
Secondo lo stemma di Harlfinger, le attuali edizioni novecentesche della Metafisica (Ross, Jaeger) si basano sui manoscritti di maggior pregio per la maggior parte dei quattordici libri, ad eccezione degli ultimi: a partire dalla parte finale del 12° libro, non dovrebbero avere usato Ab, ma invece altri manoscritti beta (M, C), che non formano più un gruppo unificato con Ab.
Nel 2010 Silvia Fazzo ha suggerito una revisione dello stemma di Harlfinger secondo cui il manoscritto Ab non dovrebbe essere seguito nemmeno nell'intero libro 12, né nella parte finale del libro 11. Ha mostrato che a partire dal libro 11 capitolo 8 già i presunti manoscritti beta di Harlfinger Ab, M, C non formano un gruppo unificato.
Nel 2015 Pantelis Golitsis ha risposto alla revisione di Fazzo mostrando che a partire dal libro 11 capitolo 8 i manoscritti M e C non possono essere considerati rappresentativi di un ramo beta separato. Sulla base di nuove collazioni inedite, Golitsis mostra che M e C sono fortemente collazionate (altri direbbero "contaminate" in questo caso) con varie fonti, inclusi i manoscritti tardivi del gruppo alfa (quando si tratta di questo tipo di collazioni, Golitsis sostiene che l'idea di contaminazione dovrebbe essere lasciata da parte e rifiutata). Ha quindi presentato una versione rivista dello stemma codicum di Harlfinger.
Nel 2015, Fazzo ha inoltre affermato che né Ab né i suoi manoscritti affini M e C dovrebbero essere seguiti fintanto che la lettura di J ed E non si dimostrerà corrotta. Sulla base dei materiali pubblicati e disponibili, ha presentato uno stemma diverso in cui tutti i manoscritti derivano in definitiva da una fonte unica, forse l'archetipo Π da cui derivano direttamente i manoscritti J ed E. Di conseguenza, un editore critico rimane con i manoscritti J ed E come base più affidabile. Nel 2017 Fazzo ha sottoposto il suo stemma alla discussione nella Revue d'Histoire des Textes, preceduta da una storia generale dello stemma codicum della Metafisica. Lì è d'accordo con Golitsis vs. Harlfinger che i manoscritti M e C non dovrebbero essere considerati rappresentativi di una fonte beta indipendente per i libri finali della Metafisica . Inoltre, Fazzo sostiene che la forma bifida delle proposte del XX secolo riguardanti lo stemma codicum dipende fortemente dall'accettazione implicita delle visioni genetiche di Jaeger applicate alla tradizione manoscritta della Metafisica. Nel 2022 il primo numero della nuova rivista Aristotelica (Aristotelica.cnr.it) dedica un articolo al capitolo Metafisica Zeta 17, dove sono messi con successo alla prova gli assunti fondamentali della revisione di Harlfinger 1979 che hanno portato allo stemma di Fazzo 2015, 2017.

## Manoscritti dellaMetafisicadi Aristotele
Simboli:
I = Manoscritti più importanti, che dovrebbero essere inclusi nelle edizioni critiche della Metafisica.
P - Manoscritti che contengono solo una parte della Metafisica.
|    | I | P | Sigla | Codice                                             | Periodo                                                   | Contenuto                                                                        | Collocazione                                  | Città                              | Stato              | Note |
| -- | - | - | ----- | -------------------------------------------------- | --------------------------------------------------------- | -------------------------------------------------------------------------------- | --------------------------------------------- | ---------------------------------- | ------------------ | --- |
| 1  | I |   | Ab    | Laurentianus 87.12                                 | XII sec. - XIV sec.                                       | ff. 1-485r, fino a Λ 7.1073a1 (XII sec.); ff. 485v ff., da Λ 7.1073a1 (XIV sec.) | Biblioteca Mediceo-Laurenziana                | Firenze                            | Italia             | |
| 2  |   |   | b     | Mosquensis Synodalis 450, saec. XVI                | XV sec. (metà)                                            |                                                                                  | Istoriceskij Muzej                            | Mosca                              | Russia             | |
| 3  |   | P | B     | Bruxellensis (Brux.) 11.270-75                     | XV sec.                                                   | Metaphysica A                                                                    | Bibliothèque Royale                           | Bruxelles                          | Belgio             | |
| 4  |   |   | Bb    | Laurentianus 87.18                                 | XIII sec. (prima metà); XVI sec. (prima metà)             |                                                                                  | Biblioteca Mediceo-Laurenziana                | Firenze                            | Italia             | |
| 5  |   |   | c     | Parisinus Graecus 1861                             | XV sec. (1470 c.)                                         |                                                                                  | Bibliothèque Nationale                        | Parigi                             | Francia            | |
| 6  | I | P | C     | Taurinensis B VII 23                               | XV sec. (terzo quarto)                                    |                                                                                  | Biblioteca Nazionale Universitaria            | Torino                             | Italia             | Questo manoscritto è stato danneggiato nell'incendio del 25/26 gennaio 1904. Rimangono due gruppi di fogli; il testo da Beta 1001 b12 a Delta 1013 a18 è quasi interamente perso, tranne un gruppo di frammenti da Gamma 4, 1006 b13 a 1008 b17 (i margini dei frammenti rimasti sono spesso danneggiati). |
| 7  |   |   | Cb    | Laurentianus 87.26                                 | XIII sec. (seconda metà)                                  |                                                                                  | Biblioteca Mediceo-Laurenziana                | Firenze                            | Italia             | |
| 8  |   |   | d     | Salmanticensis M 54                                | XVI sec.                                                  |                                                                                  | Biblioteca de la Univeesidad                  | Salamanca                          | Spagna             | |
| 9  |   |   | D     | Parisinus Graecus 1850                             | XV secolo (metà)                                          |                                                                                  | Bibliothèque Nationale                        | Parigi                             | Francia            | |
| 10 |   | P | Da    | Darmstadt Miscellanea 2773 (f 155v e f 156v)       | XIV sec.                                                  | Estratti da Metaphyisica A.                                                      | Hessische Landes-und HochschulBubliotek       | Darmstadt                          | Germania           | |
| 11 |   |   | Dm    | Marcianus Graecus Z.205                            | XV sec. (1443 ca.)                                        |                                                                                  | Biblioteca Nazionale Marciana                 | Venezia                            | Italia             | Realizzato per il Cardinale Bessarione |
| 12 | I |   | E     | Parisinus Graecus 1853                             | X sec.                                                    |                                                                                  | Bibliothèque Nationale                        | Parigi                             | Francia            | Metaphysica (ff. 225v-308). |
| 13 |   |   | Eb    | Marcianus Graecus Z.211                            | XIII - XIV sec.                                           |                                                                                  | Biblioteca Nazionale Marciana                 | Venezia                            | Italia             | |
| 14 | I |   | Es    | Scorialensis Y III 18                              | XIII sec. (prima metà)                                    |                                                                                  | Real Biblioteca del Monasterio de San Lorenzo | Monasterio de El Escorial (Madrid) | Spagna             | |
| 15 |   |   | f     | Marcianus Graecus Z.206                            | XV sec.(metà)                                             |                                                                                  | Biblioteca Nazionale Marciana                 | Venezia                            | Italia             | Realizzato per il Cardinale Bessarione |
| 16 |   | P | H     | Matritensis 4684 (N54)                             | XIV sec. (prima metà)                                     | Metaphysica A                                                                    | Biblioteca Nacional                           | Madrid                             | Spagna             | |
| 17 |   |   | Ha    | Marcianus Graecus Z.214                            | XIII-XIV sec.                                             |                                                                                  | Biblioteca Nazionale Marciana                 | Venezia                            | Italia             | |
| 18 |   |   | I b   | Paris. Coislianus Graecus 161                      | XIV sec. (sesta decade)                                   |                                                                                  | Bibliothèque Nationale                        | Parigi                             | Francia            | |
| 19 | I | P | J     | Vindobonensis Phil. Graecus 100                    | IX sec.                                                   |                                                                                  | Österreichische Nationalbibliothek            | Vienna                             | Austria            | Da Alpha elatton, (eccetto 993 a30 - 993 b30 XIII sec.) |
| 20 |   |   | Ja    | Vindobonensis Phil. Graecus 64                     | XV sec. (1457)                                            |                                                                                  | Österreichische Nationalbibliothek            | Vienna                             | Austria            | |
| 21 |   |   | Jb    | Vindobonensis Phil. Graecus 66                     | XV sec. (terzo quarto)                                    |                                                                                  | Österreichische Nationalbibliothek            | Vienna                             | Austria            | |
| 22 |   | P | Jc    | Vindobonensis Phil. Graecus 189                    | XVI sec. (1550)                                           | Metaphysica Alpha, Alpha elatton, Zeta-Ny.                                       | Österreichische Nationalbibliothek            | Vienna                             | Austria            | |
| 23 |   |   | Jd    | Vindobonensis Phil. Graecus 217                    | XVI sec.(1550 ca.)                                        | Metaphysica Alpha, Alpha elatton, Epsilon, Zeta (con parti mancanti)             | Österreichische Nationalbibliothek            | Vienna                             | Austria            | |
| 24 |   |   | Kd    | Matritensis 4563 (N26)                             | XV sec. (1470)                                            |                                                                                  | Biblioteca Nacional                           | Madrid                             | Spagna             | |
| 25 |   |   | Ld    | Laurentianus 87.19                                 | XV sec. (seconda metà); XVI sec. (prima metà)             |                                                                                  | Biblioteca Mediceo-Laurenziana                | Firenze                            | Italia             | |
| 26 | I |   | M     | Ambrosianus F 113 sup.                             | XIV sec. (metà)                                           |                                                                                  | Biblioteca Ambrosiana                         | Milano                             | Italia             | |
| 27 |   |   | Mc    | Ambrosianus L 117 sup.                             | XV sec. (1465 ca.)                                        |                                                                                  | Biblioteca Ambrosiana                         | Milano                             | Italia             | |
| 28 |   | P | N     | Neapolitanus Borbonicus III D 34                   | XIV sec. (inizio)                                         |                                                                                  | Biblioteca Nazionale Vittorio Emanuele        | Napoli                             | Italia             | Senza incipit, da A 983al7; senza incipit, da K 1062a7 |
| 29 |   |   | Nd    | Neapolitanus Borbonicus III D 35                   | XV sec. (terzo quarto)                                    |                                                                                  | Biblioteca Nazionale Vittorio Emanuele        | Napoli                             | Italia             | |
| 30 |   |   | Ng    | Neapolitanus Borbonicus III D 36                   | XV sec.(fine)                                             |                                                                                  | Biblioteca Nazionale Vittorio Emanuele        | Napoli                             | Italia             | |
| 31 |   | P | O     | Oxoniensis Canonicianus 121 + Lisiensis Rep. I 44c | XV sec. (1470 ca.)                                        | Metaphysica Alpha – Theta 1047 bl + Metaphysica Ny 1090 b22-1093 b28             | Bodelian library                              | Oxford                             | Inghilterra        | |
| 32 |   |   | Ob    | Oxoniensis Collegii Novi 239                       | XV sec. (fine)                                            |                                                                                  | Bodelian library                              | Oxford                             | Inghilterra        | |
| 33 |   |   | Oc    | Oxoniensis Collegii Corporis Christi 110           | XV sec. (seconda metà)                                    |                                                                                  | Bodelian library                              | Oxford                             | Inghilterra        | |
| 34 |   |   | P     | Laurentianus 71.16                                 | XV sec. (metà)                                            |                                                                                  | Biblioteca Mediceo-Laurenziana                | Firenze                            | Italia             | |
| 35 |   | P | Pa    | Parisinus Graecus 1849                             | XIII sec.                                                 | fino a Metaphysica Beta 997b 12                                                  | Bibliothèque Nationale                        | Parigi                             | Francia            | |
| 36 |   |   | Pb    | Parisinus Suppl. Graec.642                         | XIII sec.(fine)                                           |                                                                                  | Bibliothèque Nationale                        | Parigi                             | Francia            | |
| 37 |   |   | Q     | Marcianus Graecus Z.200                            | XV sec. (1457)                                            |                                                                                  | Biblioteca Nazionale Marciana                 | Venezia                            | Italia             | |
| 38 |   |   | Qc    | Parisinus Graecus 1848                             | XV sec. (1470)                                            |                                                                                  | Bibliothèque Nationale                        | Parigi                             | Francia            | |
| 39 |   |   | s     | Palatinus Graecus 164                              | XV sec. (1442 ca.)                                        |                                                                                  | Biblioteca Apostolica Vaticana                | Roma                               | Città del vaticano | Realizzato per Giannozzo Manetti |
| 40 |   |   | S     | Laurentianus 81.1                                  | XIII sec. (seconda metà)                                  |                                                                                  | Biblioteca Mediceo-Laurenziana                | Firenze                            | Italia             | |
| 41 |   |   | t     | Toletanus 94-12                                    | XV sec.(seconda metà)                                     |                                                                                  | Biblioteca Capitular                          | Toledo                             | Spagna             | |
| 42 |   |   | T     | Vaticanus Graecus 256                              | XIV sec. (1311/12 - 1320/21)                              |                                                                                  | Biblioteca Apostolica Vaticana                | Roma                               | Città del vaticano | |
| 43 |   |   | u     | Reginensis Graecus 124                             | XVI sec. (1500 ca.)                                       |                                                                                  | Biblioteca Apostolica Vaticana                | Roma                               | Città del vaticano | |
| 44 |   |   | Uc    | Paris. Suppl. Graec. 204                           | XV sec. (1470 ca.)                                        |                                                                                  | Bibliothèque Nationale                        | Parigi                             | Francia            | |
| 45 |   |   | Va    | Urbinas Graecus 48                                 | XVII sec.(1600 ca.)                                       |                                                                                  | Biblioteca Apostolica Vaticana                | Roma                               | Città del vaticano | |
| 46 |   |   | Vc    | Vaticanus Graecus 257                              | XV sec. (1460 - 1480)                                     |                                                                                  | Biblioteca Apostolica Vaticana                | Roma                               | Città del vaticano | Realizzato per Nicola di Modruš (ca. 1427-1480) |
| 47 |   |   | Vd    | Vaticanus Graecus 255                              | XIV sec.(inizio)                                          |                                                                                  | Biblioteca Apostolica Vaticana                | Roma                               | Città del vaticano | |
| 48 | I | P | Vk    | Vaticanus Graecus 115                              | XV sec. (metà)                                            |                                                                                  | Biblioteca Apostolica Vaticana                | Roma                               | Città del vaticano | Metaphysica Alpha – Epsilon |
| 49 |   | P | W     | Vossianus Q 11                                     | XIV sec. (inizio)                                         |                                                                                  | Bibliotheek der Rijksuniversiteit             | Leida                              | Olanda             | Mancante della seconda parte da Gamma 1010 a23 |
| 50 |   |   | X     | Parisinus Graecus 2.027                            | XV sec. (1449)                                            |                                                                                  | Bibliothèque Nationale                        | Parigi                             | Francia            | |
| 51 | I | P | Y     | Paris. Suppl. Graec.                               | IX - X sec. (inizio del X, secondo Carlo Maria Mazzucchi) |                                                                                  | Bibliothèque Nationale                        | Parigi                             | Francia            | Due frammenti: da Iota 1056al2 a 1057a26; da Kappa 1059 al8 a 1060 al5, |
| 52 |   |   | Yc    | Paris. Suppl. Graec.332                            | XV sec. (1470)                                            |                                                                                  | Bibliothèque Nationale                        | Parigi                             | Francia            | |
| 53 |   |   | Z     | Taurinens C III 5                                  | XV sec. (ultimo quarto)                                   |                                                                                  | Biblioteca Nazionale Universitaria            | Torino                             | Italia             | |